# Saipula Absaidov
Saipula Absaidov (Daguestán, Unión Soviética, 14 de julio de 1958) es un deportista soviético retirado especialista en lucha libre olímpica donde llegó a ser campeón olímpico en Moscú 1980.

## Carrera deportiva
En los Juegos Olímpicos de 1980 celebrados en Moscú ganó la medalla de oro en lucha libre olímpica de pesos de hasta 68 kg, por delante del luchador búlgaro Ivan Yankov (plata) y del yugoslavo Šaban Sejdi (bronce).